# شاخص سی‌اس‌آی ۳۰۰
شاخص سی‌اس‌آی ۳۰۰ (انگلیسی: CSI 300 Index) شاخص بازارهای بورس شانگهای و بورس شنژن است، که در سال ۱۹۹۵ راه‌اندازی شد و هم‌اکنون از ۳۰۰ شرکت دارای بالاترین میزان ارزش بازار سرمایه، تشکیل می‌شود.